# كارل ديل هاي
كالي ديل هاي (بالألمانية: Karl Del’Haye)‏ ، من مواليد 18 أغسطس 1955 ، لاعب كرة قدم ألماني سابق.
لعب مع منتخب ألمانيا لكرة القدم.

## مسيرته الكروية
لعب كارل ديل هاي خلال مسيرته الاحترافية مع 4 أندية في أربعة عشر موسمًا وسجل خلالها 21 هدفًا ضمن 184 مباراة. حيث فاز في موسمين بالكأس وفي خمسة مواسم بالدوري.
خاض كارل ديل هاي مسيرته مع نادي ألمانيا آخن في موسم 1973–74 لمدة موسم واحد، لم يشارك في أي مباراة ولم يسجل أي هدف. ثم انتقل إلى نادي بوروسيا مونشنغلادباخ في موسم 1974–75 ليلعب معه ستة مواسم، حيث شارك في 87 مباراة سجل خلالها 14 هدفًا. لينتقل بعدها إلى نادي بايرن ميونخ في موسم 1980–81 ليلعب معه خمسة مواسم، مشاركًا في 74 مباراة سجل خلالها 7 أهداف. ثم انتقل إلى نادي فورتونا دوسلدورف في موسم 1985–86 ولمدة موسمين، مشاركًا في 23 مباراة ولم يسجل أي هدف.

## روابط خارجية
- كارل ديل هاي على موقع الاتحاد الأوربي (الإنجليزية)
- كارل ديل هاي على موقع قاعدة بيانات كرة القدم.إي يو (الإنجليزية)
- كارل ديل هاي على موقع بيانات كرة القدم. دي إي (الألمانية)
- كارل ديل هاي على موقع ناشيونال فوتبول تيمز (الإنجليزية)
- كارل ديل هاي على موقع عالم كرة القدم.نت (الإنجليزية)